# 616
| [ Edytuj tabelę ]          |                                                      |
| Cesarz Bizancjum           | - 610 Herakliusz 641                                 |
| Cesarz Chin                | - 604 Sui Yangdi 618                                 |
| Król Essexu                | - 604 Saebert 616 - 616 Sexred 617 - 616 Saeward 617 |
| Król Franków               | - 584 Chlotar II 629                                 |
| Cesarz Japonii             | - 592 Suiko 628                                      |
| Król Kentu                 | - 560 Ethelbert I 616 - 616 Eadbald 640              |
| Patriarcha Konstantynopola | - 610 Sergiusz I 638                                 |
| Władca Korei               | - 590 Yŏngyang 618                                   |
| Król Longobardów           | - 590 Agilulf 616 - 616 Adaloald 626                 |
| Papież                     | - 615 Adeodat I 618                                  |
| Król Persji                | - 590 Chosrow II Parwiz 628                          |
| Król Wizygotów             | - 612 Sisebut 621                                    |

Rok 616 / DCXVI
stulecia: VI wiek ~
VII wiek ~
VIII wiek

lata: 606 «
611 «
612 «
613 «
614 «
615 «
616
» 617
» 618
» 619
» 620
» 621
» 626

## Wydarzenia
Europa
- Edwin został królem anglosaskich Bernicji i Deiry.
- Sklawinowie (Słowianie) bezskutecznie oblegali Sołuń.

## Zmarli
- 24 lutego – Ethelbert I, król Kentu.
- 18 grudnia – Anastazy, koptyjski patriarcha Aleksandrii.
- Agilulf, król Longobardów.
- Ethelfrith, król Bernicji i Deiry.
- Hacon, dowódca słowiański zabity pod Sołuniem.
- Saebert z Esseksu, król Esseksu.